# Лерински археологически музей
Леринският археологически музей (на гръцки: Αρχαιολογικό Μουσείο Φλώρινας) е музей в град Лерин (Флорина), Гърция.

## История
Музеят е създаден в 1961 година като Градски музей, за да събира археологически находки от различни археологически обекти в ном Лерин, както и етнографски обекти. Разположен в двуетажна сграда, издигната на гаровия площад в 1964 – 1969 година и с обновен интериор в 1999 година. Музеят има четири избожбени помещения на приземния етаж – аранжирани в 1998 година и две на първия етаж, аранжирани в 1991 година.
В колекцията му има артефакти от праисторическата, елинистическата, римската и византийската епоха от Леринско. На приземния етаж са праисторическите находки, основно от разкопки, проведени през 1997 – 1998 година в Арменовското праисторическо селище, но и от други разкопки. Изложени са керамични съдове, ежедневни предмети, строителни материали, каменни и костени сечива, халки от вретена и фигурки. Впечатляваща находка са челюстите на мамут на 200 – 500 000 години, открити в Сотир. Също така на приземния етаж са надгробните стели от римския период от Баница (Веви) (II – III век), Петърско (Петрес, II век пр. Хр.), Росен (Ситария, III век), Виткук (днес в Албания, 320 г. пр. Хр.), статуи от Баница – мъжко торсо от римския период, и Елевиш (Лакия) – статуя на Артемида от римския период, и изключителна подова мозайка от римска къща край Долно Клещино (Като Клинес).
На първия етаж са изложени находки от елинистическия период от Петърско и Пътеле – слънчев часовник, статуя на Артемида, селкостопански сечива и реконструкция на къща от елинистическия период със зидарията, огнището, килерите и т.н.
Също така има артефакти от византийския и поствизантийския период от Преспа, основно от базиликата „Свети Ахил“ – капители, лектории, колони – фрески от различни църкви, част от резбован лекторий от „Свето Преображение“ в Кондороби и царските двери от църквата „Свети Атанасий“ в Герман (XVI век).
- Праисторически находки, основно от Арменово
- Находки от римската епоха
- Царските двери на църквата „Свети Атанасий“ в Герман (XVI век).
- Находки от елинистическата епоха от Петърско и Пътеле
- Надгробна стела от римския период от Петърско (II век пр. Хр.)